# Hiltpoltstein
Hiltpoltstein település Németországban, azon belül Bajorországban. Lakosainak száma 1517 fő (2023. december 31.).

## Népesség
A település népessége az elmúlt években az alábbi módon változott:
| Lakosok száma | 547  | 755  | 692  | 1433 | 1570 | 1526 | 1527 | 1521 | 1522 | 1517 |
|               | 1875 | 1950 | 1975 | 1987 | 2012 | 2014 | 2016 | 2017 | 2021 | 2023 |